# 画影剣
画影剣（がえいけん）は、中国神話に登場する五帝の一帝・顓頊（高陽氏）が所持したとされる霊剣。同帝のもう一振りの剣「騰空剣」と共に「天下二絶」と称され、後世の文学作品やゲームにも影響を与えている。

## 名称の由来
「画影」の名は、剣が自然現象を「描き制御する」能力に由来する。唐代の『拾遺記』（王嘉）では「剣を指す方向に従って敵を制圧し、未使用時は匣中で龍虎の咆哮を発する」と記述され、南宋の詩人・陸游の「匣中宝剣夜有声」もこの特性を詠んだとされる。

## 文献記載

### 古代典籍
『名剣記』（明・李承勲）
「顓頊高陽氏は画影剣と騰空剣を有す。四方に兵乱あれば、剣は自ら飛び赴きその方を制す。未使用時は匣中にあり、常に龍虎の如く嘯く」と明確に名称を記載。
『拾遺記』（原題：拾遗记、東晋・王嘉）
洪水退治の伝説で、顓頊が折った樹枝が剣に化した経緯を記す。剣は「土に指せば穀物を生じ、火に指せば炎を消す」神力を持つとされる。
『史記』
顓頊の統治範囲や徳行を記述し、剣が「聖徳の象徴」として機能した背景を間接的に示唆。

### 後世の解釈
清代の類書『古今図書集成』（原題：古今图书集成）では『名剣記』を引用し、画影剣の神秘性を再解釈。道教文献では「自然調和の神器」と位置付けられた。

## 伝説と神話的機能
洪水退治
天候異変による大洪水の際、顓頊が樹枝で水流を指示し、退いた水の後に枝が剣に変化。この剣は災害救済に用いられ、「指す方向に従って動植物を制御する」能力を発揮した。
外敵撃退
異民族侵攻時、顓頊が跪いた瞬間に敵が凍結し、空中から現れた剣（騰空剣）で脅威を排除。画影剣と併せて「徳治と武威の両立」を体現。

## 文化的影響
武俠小説
ネット小説『三侠五義』二次創作で「錦毛鼠」白玉堂の佩剣として登場し、神剣のイメージが通俗化。
現代ゲーム
台湾のゲーム軒轅剣シリーズでは上古神器の一つとして再解釈され、ストーリーの鍵アイテムとなる。

## 学術的考察
実在性の議論
郭沫若は『中国古代社会研究』（原題：中国古代社会研究、1930年）で「青銅器時代の権威象徴」と分析し、実物ではなく政治的寓意と指摘。
文献学的矛盾
『名剣記』が引用する『広黄帝東行紀』の記述は唐代『広黄帝本行紀』（原題：广黄帝本行纪）の誤引用可能性が指摘される。